# Мантиа, Джой
Джой Мантиа (англ. Joey Mantia; род. 7 февраля 1986 года, Окала, США) — американский конькобежец, двукратный чемпион мира в масс-старте (2017 и 2019), бронзовый призёр чемпионата мира 2020 года на дистанции 1500 метров, тринадцатикратный призёр этапов Кубка мира по конькобежному спорту сезона 2013/2014, 2015/2016, 2016/2016 и 2017/2018 годов. Участник зимних Олимпийских игр 2014 и 2018 годов.

## Биография
Джой Мантиа родился в городе Окала, штат Флорида, США. С десятилетнего возраста занимался катанием на роликовых коньках. Перешёл в конькобежный спорт в 2011 году после того, как (с его слов) потерял дальнейшую мотивацию для продолжения катания на роликах. Это было обусловлено тем, что Мантиа 28 раз выигрывал медали на чемпионатах мира по катанию на роликах, три раза становился призёром Пан-Американских игр, 15 раз был победителем на Кубках мира и 90 раз становился обладателем национального титула. В национальной сборной за его подготовку отвечает тренер Мэтт Кореман (англ. Matt Kooreman). Совладелец кофейни «Coffee Lab», расположенной в Солт-Лейк-Сити.
Первая золотая медаль на соревнованиях международного уровня под эгидой ИСУ в активе Мантиа была получена на чемпионате мира по конькобежному спорту на отдельных дистанциях 2017 года, прошедшем в южнокорейском городе Каннын. 12 февраля на катке Gangneung Oval во время масс-старта среди мужчин с итоговым результатом 7.40,16 (60 баллов) Джой занял первое место, обогнав соперников из Франции (Алексис Контен, 7.41,11 (41 балл) — 2-е место) и Канады (Оливье Жан, 7.47,62 (27 баллов) — 3-е место).
На зимних Олимпийских играх 2018 года, вторых в его карьере, Джой Мантиа был заявлен для участия в забеге на 1000, 1500 м, командной гонке преследования и масс-старте. 13 февраля 2018 года на Олимпийском Овале Каннына в забеге на 1500 м Мантиа финишировал с результатом 1:45.86 (+1.85). В итоговом зачёте он занял 8-е место. 21 февраля 2018 года на Олимпийском Овале Каннына в командной гонке преследования американские конькобежцы с результатом 3:50.77 финишировали вторыми в финальном забеге группы D. В итоговом зачёте они заняли 8-е место. 23 февраля 2018 года на Олимпийском Овале Каннына в забеге на 1000 м Джой финишировал с результатом 1:08.564 (+0.61), где в борьбе за третье место он уступил конькобежцу из Южной Кореи (Ким Тхэ Юн, 1:08.22 (+0.27)). В итоговом зачёте Джой занял 4-е место. 24 февраля 2018 года на Олимпийском Овале Каннына в масс-старте Мантиа финишировал с результатом 7:45.21. В итоговом зачёте он занял 9-е место.
10 февраля 2019 года Джой стал двукратным чемпионом мира в масс-старте.